# Harald Lemmerer
Harald Lemmerer (* 30. Dezember 1991 in Bad Ischl, Oberösterreich) ist ein österreichischer Biathlet und ehemaliger Nordischer Kombinierer, der für den Verein WSC Bad Mitterndorf-Steiermark an den Start geht.

## Karriere
Zwischen den 24. bis zum 31. Januar 2010 nahm er an den Nordischen Junioren-Skiweltmeisterschaften 2010 in Hinzenbach teil und belegte im Wettbewerb, welcher aus den Skisprung von der Normalschanze und einen 10-Kilometer-Langlauf bestand, den 24. Platz. Im Teamwettbewerb belegte er gemeinsam mit Thomas Egger Riedmüller, Franz-Josef Rehrl und Mario Seidl den neunten Platz. Im Weltcup der Nordischen Kombinierer der Nordischen Kombination debütierte er am 18. Dezember 2010 beim Heimweltcup in der Ramsau und belegte beim fünften Weltcup-Wettbewerb der Saison 2010/11 den 50. Platz. In dieser Saison nahm er auch an den Nordische Junioren-Skiweltmeisterschaften 2011 in Otepää teil und belegte beim Wettbewerb, welcher aus den Skisprung von der Normalschanze und einen 10-Kilometer-Langlauf bestand, den 18. Platz.
Seine ersten Weltcup-Punkte konnte er in der Saison 2011/12 gewinnen. Beim Heimweltcup in Seefeld belegte er beim Wettbewerb am 17. Dezember 2011 den 30. Platz und sammelte einen Weltcuppunkt. In der Saison blieb es bei den einen Weltcuppunkt und er belegte gemeinsam mit seien Landsmann Sepp Schneider den 61. Platz in der Gesamtwertung.
In Tschaikowski belegte er am 4. Januar 2014 mit den 14. Platz seine bisher beste Platzierung in einen Weltcup-Wettbewerb im Einzel. Am 12. Januar 2014 nahm er erstmals an einen Team-Wettbewerb teil und belegte gemeinsam mit Mario Stecher beim Team-Sprint in Chaux-Neuve den 9. Platz. In der Gesamtwertung der Saison 2013/14 belegte er den 44. Platz mit insgesamt 45 Punkten. Sein bestes Weltcup-Ergebnis im Einzel konnte er in der Saison 2014/15 erneut beim Wettbewerb am 30. Januar 2015 in Val di Fiemme erreichen. Am Ende dieser Saison belegte er mit insgesamt 61 Punkten den 39. Platz in der Gesamtwertung.
Zum Beginn des Winters 2017/18 wechselte Lemmerer zum Biathlon, in der starken österreichischen Mannschaft konnte er sich anfangs nur für eine Teilnahme im zweitklassigen IBU-Cup qualifizieren. Seine erste Podiumsplatzierung hatte er in der Saison 2018/19 beim letzten Rennen des IBU-Cups in Martell, mit nur einem Schießfehler musste er sich bei der ersten Austragung des neuen Massenstart 60 dem siegreichen Franzosen Aristide Bègue knapp geschlagen geben. In der Saison 2019/20 rückte Harald Lemmerer in die österreichische Weltcupmannschaft auf. Nach einem erneuten zweiten Platz beim ersten IBU-Cup der Saison in Sjusjøen wurde er für seinen ersten Einsatz im Weltcup nominiert. Im Sprintrennen beim Heimweltcup im Dezember 2019 in Hochfilzen erreichte er mit einem Schießfehler den 51. Platz und qualifizierte sich damit auch für das Verfolgungsrennen.

## Statistik

### Platzierungen im Biathlon-Weltcup
Die Tabelle zeigt alle Platzierungen (je nach Austragungsjahr einschließlich Olympische Spiele und Weltmeisterschaften).
- 1.–3. Platz: Anzahl der Podiumsplatzierungen
- Top 10: Anzahl der Platzierungen unter den ersten zehn (einschließlich Podium)
- Punkteränge: Anzahl der Platzierungen innerhalb der Punkteränge (einschließlich Podium und Top 10)
- Starts: Anzahl gelaufener Rennen in der jeweiligen Disziplin
- Staffel: inklusive Mixed- und Single-Mixed-Staffeln

| Platzierung                    | Einzel | Sprint | Verfolgung | Massenstart | Staffel | Gesamt |
| ------------------------------ | ------ | ------ | ---------- | ----------- | ------- | ------ |
| 1. Platz                       |        |        |            |             |         |        |
| 2. Platz                       |        |        |            |             |         |        |
| 3. Platz                       |        |        |            |             |         |        |
| Top 10                         |        |        |            |             | 7       | 7      |
| Punkteränge                    | 1      | 2      |            |             | 9       | 12     |
| Starts                         | 7      | 22     | 7          |             | 9       | 45     |
| Stand: nach der Saison 2022/23 |        |        |            |             |         |        |

### Olympische Winterspiele
Ergebnisse bei Olympischen Winterspielen:
|                                        | Einzelwettbewerbe | Einzelwettbewerbe | Einzelwettbewerbe | Einzelwettbewerbe | Staffelwettbewerbe | Staffelwettbewerbe |
| Sprint                                 | Verfolgung        | Einzel            | Massenstart       | Herrenstaffel     | Mixedstaffel       |                    |
| -------------------------------------- | ----------------- | ----------------- | ----------------- | ----------------- | ------------------ | ------------------ |
| Olympische Winterspiele 2022 \| Peking | –                 | –                 | 57.               | –                 | 10.                | –                  |